# Jimmy Hoffa
Jimmy Hoffa, wł. James R. Hoffa (ur. 14 lutego 1913 w Brazil w stanie Indiana, zaginął 30 lipca 1975 w Bloomfield Township w stanie Michigan) – amerykański działacz związkowy, długoletni przewodniczący związku Teamsters, znanego z silnych powiązań z przestępczością zorganizowaną.

## Życiorys
Pomimo licznych kontaktów z czołowymi bossami amerykańskiego świata przestępczości zorganizowanej oraz sporej listy niejasnych interesów Hoffa przez wiele lat nie trafiał przed oblicze sprawiedliwości.
Jego problemy zaczęły się, gdy główny ekspert Komisji senackiej ds. Nieprawidłowości na Rynku pracy (zwana inaczej Komisją McClellana), a późniejszy prokurator generalny Robert F. Kennedy przystąpił do zdecydowanego działania, wskazując hasło „dopaść Hoffę” jako jeden z głównych priorytetów swojego sztabu.
W 1962 roku Hoffa został oskarżony o wymuszanie haraczy od firmy zatrudniającej członków związku Teamsters. Proces zakończył się fiaskiem, gdyż ława przysięgłych nie mogła uzgodnić ostatecznego wyroku. Później został jednak przyłapany na próbie przekupstwa jednego z przysięgłych – otrzymał karę ośmiu lat pozbawienia wolności. W 1964 roku skazano go za defraudację 1,7 miliona dolarów ze związkowego funduszu emerytalnego. Po trzech latach apelacji, w 1967 roku Hoffa trafił do więzienia na 58 miesięcy. Wyszedł jednak na wolność w 1971 roku po ułaskawieniu przez prezydenta Nixona z zastrzeżeniem, że nie może przez 10 lat prowadzić działalności związkowej.
Mimo tego postanowił dochodzić swoich praw w sądzie, a także zapoczątkował kampanię wymierzoną w aktualnego przewodniczącego Teamsters – Franka Fitzsimmonsa, który z kolei miał dobre układy z mafią i kontakty z Białym Domem. Hoffa miał już na pieńku z całą administracją prezydencką i jego powrót na fotel przewodniczącego nie byłby dobry dla mafii, gdyż wznowiłoby to śledztwa FBI w sprawie niejasnych interesów związku Teamsters.
30 lipca 1975 roku Jimmy Hoffa udał się do restauracji Machus Red Fox (przedmieścia Detroit). Spotkać miał się z trzema osobami: przywódcą związkowym z Detroit, ważną osobą lokalnego świata przestępczego i przedstawicielem Teamsters ze stanu New Jersey.
W oczekiwaniu na gości (przybył jako pierwszy) zadzwonił do żony, informując ją, że spotkanie się opóźnia. Kontakt telefoniczny jest ostatnią udokumentowaną rozmową Hoffy.
O godzinie 14:45 miał być widziany, jak w towarzystwie kilku mężczyzn wsiada do samochodu. Detektywi policyjni w trakcie śledztwa ustalili, że zamordowano go przy użyciu garoty, a jego zwłoki przewieziono w samochodzie do zakładu przetwarzania tłuszczu zwierzęcego (kontrolowanego przez mafię, później strawionego przez pożar). Za głównych podejrzanych uznano: Russella Bufalino, Anthony’ego „Tony’ego Pro” Provenzano, Thomasa Andrettę i Gabriela Briguglio. Jeden z członków związku Teamsters, który był długotrwale przesłuchiwany przez FBI twierdził, że Hoffa uciekł do Brazylii z tancerką go-go.
Jeden ze skruszonych, Jimmy „the Weasel” Fratianno, w swojej książce The Last Mafioso przedstawił inną wersję na temat zniknięcia/zabójstwa Hoffy. To Tony Zerilli i Mike Polizzi (bossowie z Detroit) mieli wydać wyrok. Dodatkowo w plan wtajemniczyli jego bliskiego kumpla Tony’ego Giacalone (notabene to na niego miał czekać Hoffa).
W 2001 r. na podstawie badań DNA ustalono, że jeden z włosów znalezionych w samochodzie, którym 30 lipca 1975 kierował Charles O’Brien, należał do Jimmy’ego Hoffy. O’Brien był od początku podejrzanym, ale policji nie udało się zdobyć obciążających go dowodów. Sam zaprzeczał, aby tego dnia Hoffa wsiadał do jego pojazdu. Ciała Jimmy’ego Hoffy nigdy nie odnaleziono, a po kilku latach od zaginięcia urzędowo uznano go za zmarłego. Większość osób podejrzanych o jego zabójstwo już nie żyje (2013).
Do jego zabójstwa przyznał się jego przyjaciel „Irlandczyk” (Frank Sheeran). Morderstwa dokonał na zlecenie Russela Bufalino i Anthony’ego Provenzano. Zabił go dwoma strzałami w tył głowy. Zwłoki zostały spalone w zakładzie pogrzebowym. Do morderstwa przyznał się w książce Słyszałem, że malujesz domy... Charlesa Brandta. Powodem miały być groźby Hoffy, że ujawni, kto i w jaki sposób wyprowadzał pieniądze z funduszu emerytalnego Teamstersów – najpotężniejszego związku zawodowego (kierowców ciężarówek i taksówek) w tamtych latach w USA – na budowę kasyn hazardowych, a także powiązania mafii włoskiej z CIA przy zabójstwie JFK oraz desancie w Zatoce Świń. Frank Sheeran był podejrzany o to zabójstwo przez FBI, ale w trakcie śledztwa nie znaleziono wystarczających dowodów. Według Irlandczyka Hoffa został przewieziony pod pretekstem spotkania, a kierowcą był Charles O’Brien (przybrany syn Hoffy), choć nie wiedział on o planach morderstwa i w nim nie uczestniczył.
W 1992 r. Danny DeVito nakręcił poświęcony mu film biograficzny – Hoffa. Rolę Hoffy odegrał Jack Nicholson. Jimmy Hoffa jest także jednym z głównych bohaterów filmu Irlandczyk Martina Scorsese, w jego postać wciela się Al Pacino.